# 王奕清
王奕清（1664年—1737年），字幼芬，號拙園，江南太倉州（今江蘇太倉市）人，清朝學者、政治人物。

## 生平
康熙三十年（1691年），王奕清中式辛未科進士，選庶吉士，散館授翰林院編修。累官詹事兼翰林院侍讀學士，曾代父王掞赴軍，歷駐忒斯，雍正四年（1726年），命赴阿勒泰坐台，十年後的乾隆元年（1736年），召還，乞假葬父，翌年卒，時年七十三歲。

## 家族
家族簪纓輩出，有「一門兩宰相，父子三進士」之譽。曾祖父王錫爵，明內閣首輔。祖父王時敏，明末畫家。父王掞，清康熙朝大學士。弟王奕鴻。

## 學術成就
善書法，工繪事篆刻。曾奉康熙帝之命纂修《御定詞譜》，另有《御定曲譜》、《畊硯田齋筆記》、《清畫家詩史》《御選歷代詩餘》。